# Ліссітса Алекс Миколайович
Алекс Ліссітса (Олексій Лисиця) (нар. 23 квітня 1974, c. Тельне Корюківського району Чернігівської обл.) — український громадський діяч, провідний фахівець аграрного та харчового секторів економіки, президент асоціації «Український клуб аграрного бізнесу».

## Освіта
- Диплом магістра Національного аграрного університету України за спеціальністю економіка підприємств.
- Ступінь Ph.D. Берлінського університету імені Гумбольдтів з аграрної економіки.
- Постдокторські дослідження у Школі Економіки Університету Квінсленда (Брисбен, Австралія) та Державному університеті Айови (США).

## Професійна діяльність
Навчаючись в університеті Гумбольдта, Алекс Ліссітса працював науковим співробітником (research assistant). По закінченню навчання був запрошений до праці провідним науковим співробітником Інституту аграрного розвитку країн Центральної та Східної Європи (Галлє, Німеччина).
У 2006–2007 роках обіймав посаду генерального директора асоціації «Українська аграрна конфедерація».
2007-го заснував і очолив асоціацію «Український клуб аграрного бізнесу».
У 2009–2011 роках обіймав посаду невиконавчого директора групи компаній «Агротон», одного з найбільших агровиробників України.
Алекс Ліссітса був радником Міністра аграрної політики України Юрія Мельника та комітету з питань аграрної політики та земельних відносин Верховної Ради України.
У 2012 році обіймав посаду невиконавчого директора «Індустріальної Молочної Компанії» (ІМК).
З травня 2013 року обіймає посаду генерального директора «Індустріальної Молочної Компанії» (ІМК).
Алекс Ліссітса — голова правління Українського центру європейської політики.
З 2017 р. Алекс Ліссітса — голова Ради з питань аграрної освіти при МОН України.
З 2017 р. є членом Ради директорів Української академії корпоративного управління.
З 2019 року є засновником та активно розвиває програму підготовки фахівців широкого профілю "Агрокебети" на базі факультету аграрного менеджменту НУБіП України, яка дає змогу отримати диплом державного зразка.
Кандидат у народні депутати від партії «Українська Стратегія Гройсмана» на позачергових парламентських виборах до Верховної Ради України 21 липня 2019 року, № 15 у списку. Безпартійний.
18 грудня 2020 р. обраний співголовою Східноєвропейського комітету DLG (Німеччина)
Голова наглядової ради закритого інвестиційного клубу.
У червні 2021 року став амбасадором економічного напряму діяльності ГД ООН в Україні
Разом з колишнім міністром Кабміну Дмитром Дубілетом створив онлайн-платформу з продажу землі dobrozem.com.ua 
На початку квітня започаткував благодійну ініціативу «BORSCH», яка покликана допомогти українцям що мають в обробітку землю до 1 га в особистих селянських господарствах потерпілих областей, безкоштовно отримати насіння овочів борщового набору через територіальні громади.

## Досягнення та нагороди
- У 2000 р. Алекс Ліссітса виграв головний приз на одному з престижних конкурсів Фонду імені Конрада Аденауера.[26]
- Алекс Ліссітса – кращий топ-менеджер аграрної галузі за версією журналу Landlord.[27]
- Переможець у номінації Ментор року 2020 премії Агро Champions[28]

## Публікації
Доктор Алекс Ліссітса є автором понад 40 наукових публікацій українською, німецькою, англійською та російською мовами.
Деякі з публікацій:
- Lissitsa, Alexej & Rungsuriyawiboon, Supawat, 2006. Agricultural productivity growth in the European Union and transition countries (англ.)
- Lissitsa, Alexej & Odening, Martin, 2001. Effizienz und totale Faktorproduktivität in der ukrainischen Landwirtschaft im Transformationsprozess (нім.)
- Лисситса, Алексей 2006. Единая аграрная политика Европейского Союза: путь становления и принципы функционирования (рос.)

Автор підручника для студентів «50 запитань і відповідей про агрополітику».
У травні 2024 року опублікував книгу під назвою "Meine wilde Nation: Die Ukraine zwischen Freiheit und Krieg", яка присвячена сучасній Україні та її боротьбі за свободу під час російсько-української війни. 

## Виноски
1. 1 2 3 4  Чеська національна авторитетна база даних
2. ↑  Ліссітса, Алекс. «Кого „пасе“ аграрна наука?» [Архівовано 9 січня 2017 у Wayback Machine.], «Дзеркало тижня», № 37, 04 Жовтень 2008, Перевірено 2011-6-3.
3. ↑  Олексій Лисиця змінив ім'я на Алекс Ліссітса, аби уникнути втрати наукової репутації на Заході, яка би неминуче виникла при повторній транслітерації його імені (спочатку його ім'я транслітерувалося з російської на французьку мову). «Алекс Лисситса: „Меня везде воспринимают своим“» [Архівовано 5 січня 2018 у Wayback Machine.], «Столичные новости», № 04, Перевірено 2011-6-10.
4. ↑  «Україна зацікавлена в довгострокових інвестиціях у сільське господарство» [Архівовано 8 червня 2011 у Wayback Machine.], «Урядовий кур'єр» червень, 2011 р., Перевірено 2011-6-9.
5. ↑  «Компанії АПК створили Український клуб аграрного бізнесу»[недоступне посилання], Finance.ua, Перевірено 2011-6-4.
6. ↑  «А.Ліссітса заявив про вихід із складу директорів „Агротона“», РБК Україна, Перевірено 2011-6-10.
7. ↑  «Амбіції, що заколосилися», Finance.ua, Перевірено 2011-6-10.
8. ↑  "Українсько-німецький аграрний форум «Стан, тенденції та перспективи розвитку АПК»[недоступне посилання з липня 2019], Українська Аграрна Конфедерація, Перевірено 2011-6-10.
9. ↑  «Алекс Лисситса получил должность в Индустриальной молочной компании» [Архівовано 13 червня 2012 у Wayback Machine.], Дело
10. ↑  «Гендиректором «Індустріальної молочної компанії» призначений Алекс Ліссітса» [Архівовано 21 жовтня 2021 у Wayback Machine.], РБК
11. ↑  «Український центр європейської політики — незалежний аналітичний центр аналізу та вироблення політики, який був заснований у 2015 році» [Архівовано 22 липня 2019 у Wayback Machine.], УКРАЇНСЬКИЙ ЦЕНТР ЄВРОПЕЙСЬКОЇ ПОЛІТИКИ
12. ↑  МОН оновило склад Ради з питань аграрної освіти [Архівовано 10 червня 2019 у Wayback Machine.], AgroPortal.ua, липень 2017 р.
13. ↑  «Про створення Ради з питань аграрної освіти» [Архівовано 27 жовтня 2021 у Wayback Machine.], Наказ, Міністерство освіти і науки України»
14. ↑  The Ukrainian Corporate Governance Academy (UCGA), SUPERVISORY BOARD». Архів оригіналу за 21 червня 2020. Процитовано 25 червня 2019.
15. ↑  Проект «Агрокебети» змінює систему аграрної освіти в Україні. www.unian.ua (укр.). Архів оригіналу за 22 березня 2019. Процитовано 22 березня 2019.
16. ↑  Центральна виборча комісія. Архів оригіналу за 23 червня 2019. Процитовано 23 червня 2019.
17. ↑  Чому я йду кандидатом по списку Української стратегії Гройсмана?. Архів оригіналу за 25 червня 2019. Процитовано 25 червня 2019.
18. ↑  Ліссітсу обрано співголовою Східноєвропейського комітету DLG. AgroPortal.ua. Архів оригіналу за 21 жовтня 2021. Процитовано 18 січня 2021.
19. ↑  Land Club. landclub.com.ua. Архів оригіналу за 9 жовтня 2021. Процитовано 5 березня 2021.
20. ↑  Алекс Ліссітса став амбасадором економічного напряму діяльності ГД ООН в Україні | Global Compact. globalcompact.org.ua (рос.). 7 червня 2021. Архів оригіналу за 10 червня 2021. Процитовано 10 червня 2021.
21. ↑  Ексміністр Дубілет та агрокомпанія ІМК запускають онлайн-платформу з продажу землі. Ринок запрацює з 1 липня. babel.ua (укр.). Архів оригіналу за 12 липня 2021. Процитовано 12 липня 2021.
22. ↑  В Україні стартувала благодійна ініціатива BORSCH. LANDLORD. 7 квітня 2022. Архів оригіналу за 25 квітня 2022. Процитовано 4 травня 2022.
23. ↑  В Україні стартувала благодійна ініціатива BORSCH | AgroDay. agroday.com.ua. Процитовано 4 травня 2022.{{cite web}}:  Обслуговування CS1: Сторінки з параметром url-status, але без параметра archive-url (посилання)
24. ↑  В Украине стартовала благотворительная инициатива BORSCH | Агроновости | АПК-Информ: овощи & фрукты. www.fruit-inform.com. Процитовано 4 травня 2022.
25. ↑  В Україні стартувала благодійна ініціатива BORSCH. Пропозиція - Главный журнал по вопросам агробизнеса (рос.). Процитовано 4 травня 2022.
26. ↑  «Одного разу з Алексом Ліссітсою», Журнал «Новое время», №8 березня 2018
, Перевірено 2019-6-25.
27. ↑  «25 найкращих топ-менеджерів аграрної галузі» [Архівовано 25 лютого 2021 у Wayback Machine.], Landlord, липень 2018 р.
, Перевірено 2019-6-25.
28. ↑  Хто вони, Агро Champions 2020?. AgroPortal.ua. Архів оригіналу за 22 січня 2021. Процитовано 18 січня 2021.
29. ↑  «Alexej Lissitsa на WorldCat» [Архівовано 21 жовтня 2021 у Wayback Machine.], WorldCat, Перевірено 2011-6-10.
30. ↑  Підручник для студентів «50 запитань і відповідей про агрополітику» [Архівовано 21 жовтня 2021 у Wayback Machine.], квітень 2019 р.
31. ↑  Jochen Rack (24.07.2024). Alex Lissitsa – Meine wilde Nation. www.swr.de (нім.). Процитовано 26.08.2024.